# Erőszak-monopólium
A fizikai erő monopol használata, ismertebb nevén erőszak-monopólium, egy modern közjogi alapkifejezés, amely Jean Bodin 1576-es Les Six livres de la République és Thomas Hobbes 1651-es Leviatán című művéhez nyúlik vissza. Az állam meghatározó koncepciója először a szociológiában lett leírva 1919-ben, Max Weber Az erőszak mint hivatás című esszéjében. Weber szerint „az állam az egyetlen emberi Gemeinschaft, amely igényt fogalmazhat meg a legitimált erőszak monopol használatára.” Ez a monopólium területileg lehatárolt, csakúgy, mint az állam maga, aminek meghatározásakor a földrajzi korlát az egyik meghatározó tényező. Vagyis Weber az államot úgy írja le, mint az egyetlen szervezet, amely sikeresen és monopol módon birtokolja azt a képességét, hogy erőszakot engedélyezze, azt alkalmazza, vagy annak alkalmazásával fenyegesse a területén élő állampolgárokat. Ez a monopólium Weber szerint a legitimáció útján kell, hogy létrejöjjön.

## Max Weber elmélete
Weber A politika mint hivatás című művében írja, hogy az államiság alapvető jellemzői közé tartozik a monopóliumnak ez a fajta birtoklása. A definíciója az volt, hogy valami akkor „állam", amennyiben a közigazgatási személyzet sikeresen és legitim módon alkalmazza a fizikai erőszakot a parancsainak és szabályainak érvényre juttatásának érdekében. Az állam ilyennemű cselekedete a lakosság biztonságát, illetve jólétét szolgálja a magántulajdon védelmében, feltéve, hogy az állam jóindulatúan cselekszik polgárainak érdekében.
Weber szerint „az állam egy olyan emberi közösség, amely sikeresen igényli és alkalmazza a legitim erőszak-monopóliumot egy adott területen.” Ennek fő eszköze a rendőrség és a hadsereg, de privát biztonsági szolgálat is tekinthető annak, mivel „joga van erőszakot használni”, ameddig ezen megszerzett jogának forrása az állami jóváhagyás. Weber azonban kivételeket is tett az állami erőszak-monopóliumról szóló tanulmányában:
- Az állítását kortárs jelenségként jellemezte, mivel a kapcsolat az állam és az erőszakhasználat között nem mindig volt ennyire szoros. Szemléltetésként a feudalizmus példáját hozza, ahol a privát hadviselés bizonyos körülmények között megengedett volt. Másik példaként a az egyházakat említi, akiknek önálló ítélkezése volt bizonyos vétségek, bűncselekmények ügyében, mint például az eretnekség vagy a szexuális bűncselekmények. Mindezek ellenére az állam mindenhol létezik, ahol legitim erőszak alkalmazás történik.
- Ugyanezen okokból, a „monopólium” nem azt jelenti, hogy a kormány az egyetlen, aki fizikai erőszakot alkalmazhat, hanem azt, hogy az állam az egyetlen emberi közösség, amely sikeresen követeli, hogy az egyetlen legitim forrása legyen a fizikai kényszerítésnek, vagy annak megítélésére. Példának okáért, a törvény egyéneknek megengedheti az erőszak alkalmazását a testi önvédelem vagy a tulajdon védelme esetében, de ez a jog is az államtól deriválódik.

### Kritikák Weber elméletével kapcsolatban
Robert Hinrichs Bates szerint az állam semmilyen erővel nem rendelkezik, hogy erőszakot alkalmazzon, hanem az embereknél van a kikényszerítés ereje, amit annak érdekében birtokolnak, hogy az egyensúly és a rend fennmaradjon. Ez azzal indokolható, hogy a különböző, joguralom alatt álló társadalmak, és az erős állam nélküli társadalmak között jóléti szakadék keletkezik, ami csak az állam kikényszerítő kompetenciáinak kiszélesítésével orvosolható. Más szavakkal tehát, az államnak szükséges beruháznia a katonák, rendőrök, vagy bármilyen más kikényszerítő mechanizmus kiképzésére és kialakítására. Enélkül a korai szakaszban lévő államok és társadalmuk nem tudja kiélvezni a fejlettebb államok (ahol a joguralom működik) jólétét.

## Állami kapacitások
Egy állam kapacitásai általában jogi és fiskális tényezőkben vannak mérve. Fiskális kapacitás alatt azt értjük, hogy az állam képes adót beszedni, és a közjó érdekében javakat visszaszolgáltatni. Jogi kapacitás alatt pedig az állam azon képességét értjük, hogy a konfliktusok megoldásában az egyetlen döntőbíró, továbbá kikényszerítője a szerződéses kötelezettségeknek. Ilyesfajta kikényszerítés hiányában az állam nem lenne képes a legitimációját biztosítani.
Adott régiókban, ahol az államiság csak minimálisan van jelen, nem állami szereplők használhatják erőszak-monopóliumukat, hogy rendet és stabilitást idézzenek elő. A szicíliai maffia eredetileg egy védelmi bűnszervezetként jött létre annak érdekében, hogy a feketepiac szereplőit védelemmel lássa el. Enélkül az erőszakos kikényszerítés nélkül a piaci szereplők nem lettek volna elég biztosak abban, hogy a partnereikben megbízzanak, vagy a szerződéseket betartsák, így a piac összeomlott volna a szervezet hiányában.
Még a tiltott és feketepiacokon is (amely sokszor közel áll az állam nélküli társadalmakhoz) gyakran alkalmaznak erőszakot, hogy a szerződéseket betartassák, az állami szerződéskikényszerítés hiányában. Charles Tilly ezt a folyamatot vizsgálja tovább, miszerint a háborúzás és az államiság kialakulása a legjobb példák a szervezett bűnözésre.

## A nemzetközi kapcsolatokban
Az erőszak-monopólium vizsgálata kiterjed a nemzetközi kapcsolatok világára is, mivel kérdéses, hogy egy alapvetően állami kompetenciákra épülő fogalom hogyan formálja a nemzetközi rendet, abban hogyan alakul az erőszakhasználat legitimitása. Raymond Aron szerint a nemzetközi kapcsolatok világát az erőszak-monopólium hiánya jellemzi. Az államok között nem létezik széles körben elfogadott legitimáció az államok közötti erőszakhasználatra. Mivel a belpolitikát az államok erőszak-monopóliuma jellemzi, az állam eldöntheti, hogy mikor legális, vagy illegális az erőszak alkalmazása, míg ilyen monopólium nem létezik a nemzetközi kapcsolatokban. Aron szerint ezért a nemzetközi kapcsolatokban legitim és legális az államok közötti erőszak alkalmazása.